# Штербик, Арпад
Арпад Штербик (серб. Арпад Штербик; род. 20 ноября 1979 года, Сента, Сербия, Югославия) — югославский, сербский и испанский гандболист, вратарь. Чемпион мира 2013 года и чемпион Европы 2018 года в составе сборной Испании.

## Карьера

### Клубная
Арпад Штербик начинал профессиональную карьеру в югославском клубе «Югович». В 2001 году Штербик перешёл в венгерский клуб «Веспрем», в составе которого стал трёхкратным чемпионом Венгрии. В 2004 году Штербик перешёл в испанский клуб «Сьюдад Реал», в составе которого выиграл пять раз чемпионат Испании. В 2012 году Арпад Штербик перешёл в «Атлетико Мадрид». В 2012 году Штербик переходит в «Барселону». В составе «Барселоны» Штербик стал дважды чемпионом Испании. В 2014 году переходит в македонский клуб «ГК Вардар». В составе «Вардара» Штербик выиграл дважды чемпионат Македонии. В 2018 году вернулся в «Веспрем», где и завершил карьеру в 2020 году, став в клубе тренером вратарей.

### В сборной
В сборной Арпад Штербик сыграл 68 матчей за сборную Испании.

## Достижения
- Чемпион Венгрии: 2002, 2003, 2004
- Обладатель кубка Венгрии: 2002, 2003, 2004
- Чемпион Liga ASOBAL: 2004, 2007, 2008, 2009, 2012, 2013, 2014
- Обладатель кубка Дель Рэй: 2008, 2011, 2014
- Победитель лиги чемпионов ЕГФ: 2006, 2008, 2009
- Чемпион Македонии: 2015, 2016
- Обладатель кубка Македонии: 2015, 2016
- Liga ASOBAL MVP: 2006
- Liga ASOBAL Goalkeeper of the Year: 2006, 2007, 2008, 2009, 2010
- Hungarian Handballer of the Year: 2002
- IHF World Player of the Year: 2005
- Медаль «За заслуги перед Македонией» (5 июня 2017 года)[4].